# Városháza állomás (Szöul)
Városháza állomás metróállomás a szöuli metró 1-es és 2-es vonalán, mely a szöuli városházánál található. A közelben áll a Tokszugung (Deoksugung) palota, a Csoszon-dinasztia egyik palotája, valamint a Szöuli Szépművészeti Múzeum.

## Viszonylatok
| 1-es vonal                                                                     | 1-es vonal                | 1-es vonal                                                                       |
| ------------------------------------------------------------------------------ | ------------------------- | -------------------------------------------------------------------------------- |
| Csonggak (Jonggak) Szojoszan (Soyosan) és Kvangun (Gwangun) Egyetem felé       | személy- és expresszvonat | Szöul Incshon (Incheon), Szodongthan (Seodongtan) vagy Sincshang (Sinchang) felé |
| 2-es vonal                                                                     |                           |                                                                                  |
| Cshungdzsongno (Chungjeongno) (külső oldal) Cshungdzsongno (Chungjeongno) felé | Fő vonal                  | Uldzsiro 1-ka (Euljiro 1-ga) (belső oldal) Cshungdzsongno (Chungjeongno) felé    |